# Tegenbosch (hoeve)
Tegenbosch was een hoeve gelegen in het gehucht Acht (Nederland) bij  Woensel. 

## Geschiedenis
Als oudste eigenaar van de hoeve Tegenbosch wordt heer Willem van Milberg genoemd, die heer van Cranendonk was (een kasteel en heerlijkheid in Noord-Brabant, bij Eindhoven)  van 1388 tot 1413. De hoeve Tegenbosch wordt ook vermeld in het Bosch Protocol, in 1431. Jonker Jan Van Scoenvorst (Jan II van Schoonvorst, zoon van Jan I van Schoonvorst ) en heer van Cranendonk, geeft daarbij de hoeve, samen met een beemdje 't Beddenbroeck, in erfpacht, aan Henrick Hermans Wouter. In 1459 verkoopt Henric Hermanszoon Wouter de hoeve "Ten Tegenbossche"  aan zijn zoon, Herman. Van Schoonvorst heeft  de hoeve bekomen als erfgenaam van zijn moeder,  Margaretha van Merode van Hemmersbach, die na haar huwelijk met Jan I van Schoonvorst trouwde met Willem van Milberg. 
In 1512-1513 wordt de hoeve aangekocht door de Tafel van de Heilige Geest (het zogenaamde "Geefhuis") te 's-Hertogenbosch en bleef in haar bezit tot 1750. Ze werd aangekocht samen met nog twee andere hoeven op Acht, "den Hurk" en "de Mispelhoef (boerderij) Mispelhoeve". Deze drie hoeven zijn alledrie laatmiddeleeuwse Einzelhöfe, geïsoleerde ontginningen die elk een geheel vormden omringd waren door heide.
In 1750 verkoopt de Tafel de  hoeven. Op datum van die verkoop was de hoeve Tegenbosch 15 ha groot (8 ha akkerland, 3,2 ha groenland en 3,8 ha overige - vermoedelijk heide grond), en 4 heidevelden van een onbekende grootte.
In de Atlas van J. Kuyper uit 1865 staat de hoeve Tegenbosch, samen met de hoeven De Hurk en De Mispelhoef, ingetekend op kaart van de gemeente Woensel.
De hoeve werd tijdens de Tweede Wereldoorlog verwoest door een bombardement, en nooit meer heropgebouwd. In Eindhoven, waarvan Woensel nu deel uitmaakt, verwijzen de Tegenboschweg en de Tegenbosch (brug) nog naar het bestaan en de locatie van de hoeve. Op de plaats waar vroeger het sportpark Tegenbosch gelegen was, is een villawijk gebouwd, Buitenplaats Tegenbosch.